# (11849) Fauvel
(11849) Fauvel (1988 CF7) – planetoida z pasa głównego asteroid okrążająca Słońce w ciągu 4,24 lat w średniej odległości 2,62 j.a. Odkryta 15 lutego 1988 roku.